# 张斌 (外交官)
张斌（1972年4月—），中华人民共和国外交官，现任中华人民共和国驻安哥拉共和国特命全权大使。

## 生平
张斌曾任驻安哥拉大使馆政务参赞、首席馆员。2013年，任驻尼日利亚大使馆政务参赞、首席馆员。2015年，任驻芬兰大使馆政务参赞、首席馆员。后任外交部非洲司参赞。2021年，升任外交部非洲司副司长。2024年2月，出任中华人民共和国驻安哥拉大使。